# Typosyllis benaris
Typosyllis benaris är en ringmaskart som beskrevs av Imajima 1966. Typosyllis benaris ingår i släktet Typosyllis och familjen Syllidae. Inga underarter finns listade i Catalogue of Life.